# حكومة خير الدين الأحدب الخامسة
حكومة خير الدين الأحدب الخامسة هي الحكومة الثانية عشر في عهد الانتداب الفرنسي على لبنان والخامسة في عهد رئيس الجمهورية إميل إده، وقد تولّى رئاسة المجلس خير الدين الأحدب للمرة الخامسة على التوالي. تعدّ التشكيلة تعديلًا على الحكومة السابقة، إلا أنها تعتبر حكومة جديدة خاصة بعد أن طلب أعضاء الكتلة الدستورية إعادة طرح الثقة بها، على خلفية تعيين إميل إده وزراء من الكتلة الوطنية بعد استقالة ثلاثة وزراء منهم إثنين من الكتلة الوطنية. ألقت الحكومة البيان الوزاري في 18 يناير 1938، ونالت الثقة بأكثرية 38 صوتًا ضد 13، وإمتناع 5 بالإضافة إلى غياب 6 نواب. استمرت الحكومة حتى 21 مارس 1938 عندما قدّم الرئيس إستقالته.

## التشكيلة
| حكومة خير الدين الأحدب الخامسة |                  |                  |                  |           |
| الحقيبة                        | الوزير           | الإنتماء السياسي | الطائفة          | المحافظة  |
| رئيس مجلس الوزراء              | خير الدين الأحدب | الكتلة الوطنية   | السنة            | الشمال    |
| وزير العدلية                   | خير الدين الأحدب | الكتلة الوطنية   | السنة            | الشمال    |
| وزير المالية                   | موسى نمور        | الكتلة الوطنية   | الموارنة         | البقاع    |
| وزير الدفاع الوطني             | موسى نمور        | الكتلة الوطنية   | الموارنة         | البقاع    |
| وزير الداخلية                  | جورج ثابت        | الكتلة الوطنية   | الموارنة         | بيروت     |
| وزير الصحة والإسعاف العام      | إبراهيم حيدر     | الكتلة الدستورية | الشيعة           | البقاع    |
| وزير البريد والبرق             | إبراهيم حيدر     | الكتلة الدستورية | الشيعة           | البقاع    |
| وزير الأشغال العامة            | كامل غرغور       | الكتلة الوطنية   | الروم الكاثوليك  | بيروت     |
| وزير الزراعة                   | حكمت جنبلاط      | الكتلة الوطنية   | الدروز           | جبل لبنان |
| وزارة الاقتصاد الوطني          | خليل كسيب        | الكتلة الوطنية   | الروم الأرثوذوكس | بيروت     |
| وزير التربية الوطنية           | خليل كسيب        | الكتلة الوطنية   | الروم الأرثوذوكس | بيروت     |